# The Stone Quarry
The Stone Quarry (precedentemente Cruel and Unusual Films, Inc.) è una casa di produzione cinematografica statunitense fondata nel 2004 dal regista Zack Snyder, sua moglie Deborah Snyder e il loro socio Wesley Coller.

## Storia
Lo studio cinematografico fu costituito nel 2004 dal regista Zack Snyder, sua moglie Deborah e Wesley Coller. Con sede a Pasadena (California) negli stabilimenti Warner Bros.; nel 2007, prima dell'uscita di 300, firmò con quest'ultima un accordo di coproduzione della validità di due anni. Snyder e sua moglie sono rispettivamente copresidenti della compagnia, con Coller incaricato socio di produzione.
Il 30 gennaio 2009 Snyder ha lanciato il sito web ufficiale della compagnia, invitando suoi colleghi artisti a formulare idee per la creazione di un logo aziendale. Il logo più recente è Baby Doll, una studentessa cattolica in cartone animato, protagonista di Sucker Punch della stessa compagnia. Lo studio si occupa anche della commercializzazione e promozione dei propri prodotti per il grande schermo.
A gennaio 2019, Zack Snyder ha annunciato un cambio di nome per la compagnia: The Stone Quarry.

## Filmografia
- L'alba dei morti viventi, regia di Zack Snyder (Dawn of the Dead) (2004)
- 300, regia di Zack Snyder (2007)
- Watchmen, regia di Zack Snyder (2009)
- Il regno di Ga'Hoole - La leggenda dei guardiani, regia di Zack Snyder (Legend of the Guardians: The Owls of Ga'Hoole) (2010)
- Sucker Punch, regia di Zack Snyder (2011)
- L'uomo d'acciaio, regia di Zack Snyder (Man of Steel) (2013)
- 300 - L'alba di un impero, regia di Noam Murro (300: Rise of an Empire) (2014)
- Batman v Superman: Dawn of Justice, regia di Zack Snyder (2016)
- Wonder Woman, regia di Patty Jenkins (2017)
- Justice League, regia di Zack Snyder e Joss Whedon (non accreditato) (2017)
- Wonder Woman 1984, regia di Patty Jenkins (2020)
- Zack Snyder's Justice League, regia di Zack Snyder (2021)
- Army of the Dead, regia di Zack Snyder (2021)
- Army of Thieves, regia di Matthias Schweighöfer (2021)
- Rebel Moon - Parte 1: Figlia del fuoco (Rebel Moon - Part One: A Child of Fire), regia di Zack Snyder (2023)
- Rebel Moon - Parte 2: La sfregiatrice (Rebel Moon - Part Two: The Scargiver), regia di Zack Snyder (2024)